# أسرير
 أسرير (بالإنجليزية: ASRIR)‏ هي جماعة قروية تابعة لإقليم كلميم ضمن جهة كلميم السمارة بالمغرب. بلغ مجموع عدد سكان  أسرير حسب إحصاءات 2004 حوالي 3715 نسمة من بينهم 3 أجانب يعيشون في 655 أسرة.

## إحصاء عام
| السنة | عدد السكان | عدد الأسر | عدد الأجانب |
| ----- | ---------- | --------- | ----------- |
| 1994  | 3754       | 654       | °°°°        |
| 2004  | 3715       | 655       | 3           |

== دواوير الجماعة == يتبع إلى مجال الترابي لجماعة اسرير عدت دواوير رئسية بإظافة اليها كاتغمرت واعرون وزرويلة وأزرولت والتي بدورها تنقسم على دواوير مصغرة فاتغمرت تظم قصر ايت الخنوس _قصر ايت محمد _قصر ايت مسعود _قصر ايت بكو ويأخد هذا التقسيم الإداري على اساس الانتماء القبلي بإعتبار هذا المجال هو مجال نفود قبيلة ازوافيط